# Vanemuine
 (juillet 2012).
Si vous disposez d'ouvrages ou d'articles de référence ou si vous connaissez des sites web de qualité traitant du thème abordé ici, merci de compléter l'article en donnant les références utiles à sa vérifiabilité et en les liant à la section « Notes et références ».

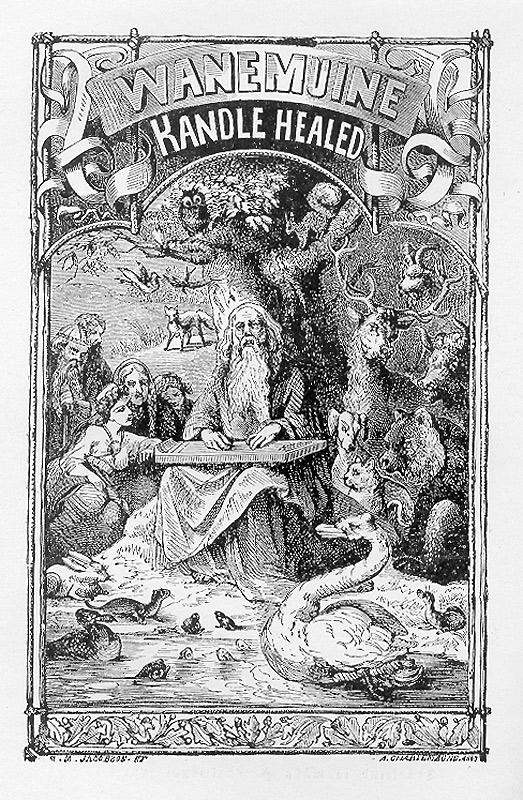
Vanemuine (illustration de 1869).

Vanemuine (littéralement « le plus vieux ») est le dieu de la musique dans le Kalevipoeg, le récit mythologique estonien créé au XIXe siècle par les nationaux romantiques Friedrich Robert Faehlmann et Friedrich Reinhold Kreutzwald,,. Son nom est adapté du finnois Väinämöinen.